# Pietro Baccelli
Pietro Baccelli (Roma, 13 dicembre 1863 – Roma, 16 giugno 1930) è stato un avvocato e politico italiano.